# Le Centaure (César)
Pour les articles homonymes, voir Centaure (homonymie).
Le Centaure, hommage à Picasso est une œuvre en bronze contemporaine conçue entre 1983 et 1985 par l'artiste français César (1921-1998) et érigée en 1988 au carrefour de la Croix-Rouge (place Michel-Debré depuis 2005) dans le 6e arrondissement de Paris, en France.

## Description
L'œuvre est une sculpture monumentale en bronze, de près de 5 m de haut et 1,4 m de largeur. Elle représente un centaure, une créature mythique à corps de cheval et buste d'homme. La tête de la sculpture est un autoportrait du sculpteur.
Dans sa cuirasse, on retrouve une reproduction en miniature de la statue de la Liberté,.

## Artiste
César (1921-1998) est un sculpteur français.